# NGC 6960
NGC 6960 é um remanescente de supernova na direção da constelação de Cygnus. O objeto foi descoberto pelo astrônomo William Herschel em 1784, usando um telescópio refletor com abertura de 18,6 polegadas. Dado o seu formato também é conhecida como Nebulosa do Véu ou Nebulosa Vassoura de Bruxa.
A Nebulosa do Véu Ocidental (NGC 6960) é também conhecida como “Witch’s Broom Nebula” ou “Vassoura da Bruxa”. Compõe a porção ocidental do grande complexo conhecido como Nebulosa do Véu ou Cicatriz do Cisne, um dos mais belos e estudados exemplos de remanescente de supernova visíveis a partir da Terra. O brilho da NGC 6960 é causado pela emissão de gás ionizado, principalmente hidrogênio, oxigênio e enxofre, expelido pela explosão estelar há cerca de 10.000 anos.
Vista por binóculos sob céus escuros, a NGC 6960 aparece como uma faixa tênue e levemente ondulada, atravessando o campo visual nas imediações da estrela 52 Cygni, de magnitude 4,2, que serve como excelente referência para sua localização. Seu brilho superficial é baixo (magnitude aparente ~7,0), o que exige técnicas especiais para visualização e fotografia.
Descoberta e visualização
A NGC 6960 foi descoberta por William Herschel em 5 de setembro de 1784, durante sua extensa pesquisa sobre nebulosas e aglomerados. Herschel a descreveu como “um filamento de névoa extraordinariamente tênue, quase invisível ao telescópio”, catalogando-a como a entrada I.52 de seu catálogo. Embora a porção ocidental do Véu (NGC 6960) seja a mais observada por astrônomos amadores devido à sua proximidade com 52 Cygni, todo o complexo inclui outras designações, como NGC 6992 e NGC 6995 (porção leste) e NGC 6979 (região central).
Em imagens de longa exposição, a nebulosa revela um intrincado emaranhado de filamentos azulados e avermelhados, enquanto visualmente, em binóculos ou telescópios pequenos, a cor tende ao cinza-prateado, devido à baixa sensibilidade do olho humano em ambientes pouco iluminados. 
A Nebulosa do Véu permanece um dos remanescentes de supernova mais amplamente estudados, servindo como laboratório natural para o entendimento da física de choques interestelares, ionização de gases e reciclagem de material estelar no meio interestelar.
Características
O sistema da Nebulosa do Véu cobre uma área de aproximadamente 3 graus no céu, quase seis vezes o diâmetro aparente da Lua cheia. A NGC 6960, componente ocidental, se estende por cerca de 70 minutos de arco e está situada a uma distância estimada de 2.400 anos-luz da Terra. 
A explosão de supernova que originou a nebulosa liberou energia equivalente a milhões de sóis e espalhou elementos pesados (oxigênio, enxofre, ferro) pelo espaço. Na região da NGC 6960, ondas de choque atravessam o gás interestelar a velocidades superiores a 600.000 km/h, comprimindo e excitando os átomos, que então emitem luz em comprimentos de onda característicos. Os filamentos azulados correspondem à emissão do oxigênio duplamente ionizado ([O III]), enquanto regiões avermelhadas indicam emissão de hidrogênio (Hα) e enxofre ([S II]).
A estrela 52 Cygni (de magnitude 4,2) está na linha de visão, mas não está associada fisicamente à nebulosa — trata-se apenas de um alinhamento aparente.
Astronomia amadora
A NGC 6960 é um dos alvos favoritos entre astrofotógrafos e observadores experientes, especialmente sob céus de baixa poluição luminosa. Apesar do brilho superficial baixo, revela uma estrutura filamentar rica, com detalhes acentuados em fotografias de longa exposição ou com o uso de filtros de banda estreita.

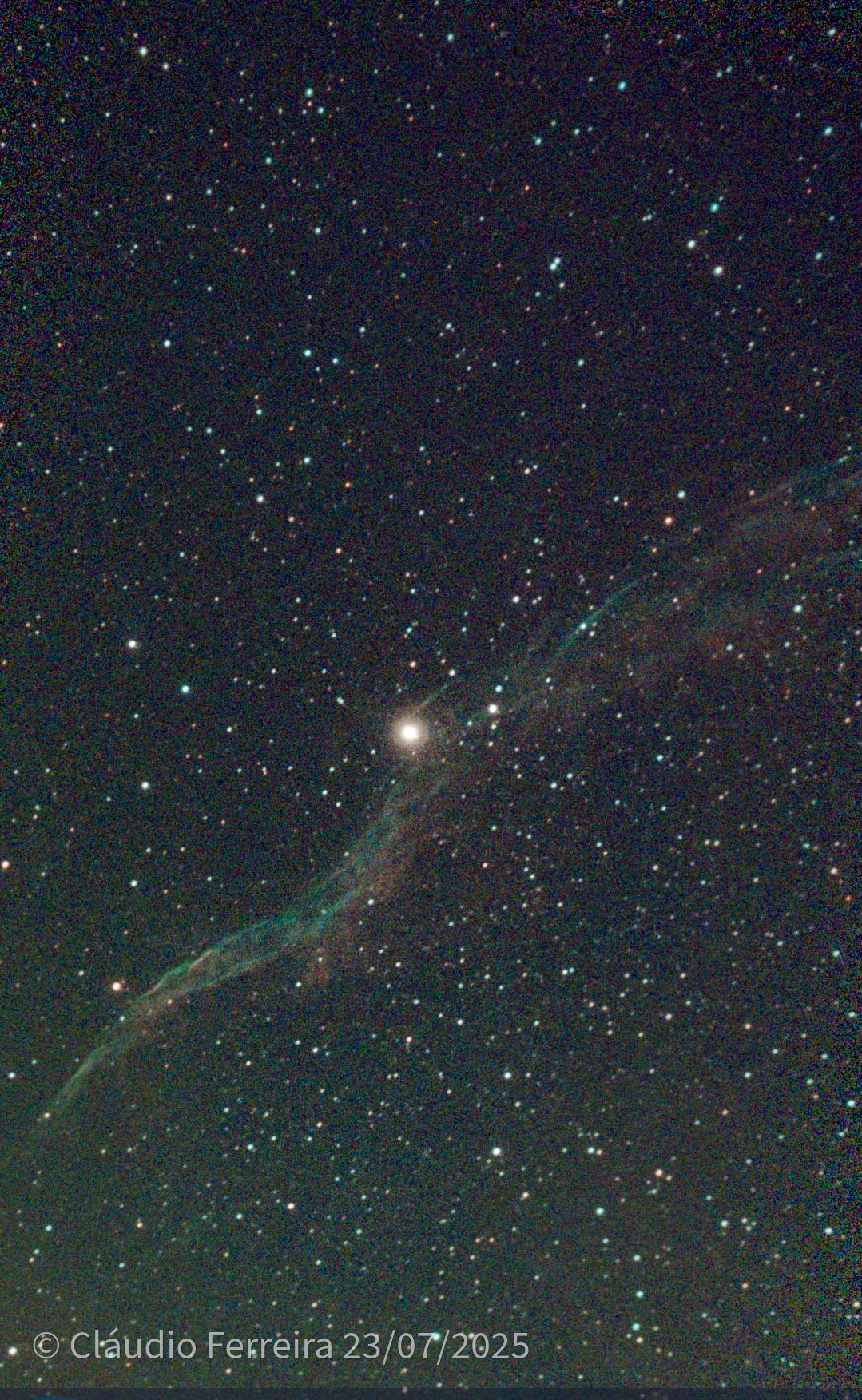
Exclusiva astrofotografia amadora da Nebulosa do Véu Ocidental (NGC 6960) realizada em Brasília (Latitude: –15,77°; Longitude: –47,86°), em 23/07/2025, Hemisfério Sul. Capturada com telescópio de 50mm f/5 e montagem Alt-Azi, a imagem revela os delicados filamentos azul-esverdeados e avermelhados que caracterizam este remanescente de supernova na constelação de Cygnus, demonstrando o potencial da astrofotografia amadora mesmo sob céus urbanos.

A magnificência das cores da NGC 6960
Astrofotografia amadora da Nebulosa do Véu Ocidental
Imagem capturada em Brasília (Latitude: –15,77°; Longitude: –47,86°), em 23/07/2025, com telescópio de 50mm f/5 sobre montagem Alt-Azi.
A imagem obtida ao se observar a NGC 6960 com telescópio amador e câmera CMOS/CCD revela as cores distintas que decodificam a física dos gases:
- Azul-esverdeado: causado pela emissão [O III] a 500,7 nm, característico das regiões onde o choque da onda de supernova excita o oxigênio duplamente ionizado.
- Vermelho: corresponde à emissão Hα (656,3 nm) e [S II], presentes nos filamentos mais densos, indicando zonas ricas em hidrogênio e enxofre.

O contraste entre os filamentos azulados e avermelhados permite não só um espetáculo visual, mas também a identificação de regiões de maior energia e densidade.
Equipamento e técnicas básicas
- Telescópios: Refratores de 80–120 mm ou refletores de 150–200 mm, com razão focal entre f/5 a f/7, proporcionam campo e contraste ideais. Para astrofotografia de campo amplo, lentes de 50mm a 200mm também capturam todo o complexo do Véu.
- Oculares e filtros: Oculares de campo médio (20–32 mm) ajudam a enquadrar a NGC 6960, enquanto filtros de banda estreita O III são altamente recomendados, realçando os filamentos e suprimindo a poluição luminosa.
- Montagem: O rastreamento preciso é fundamental; preferencialmente, utilize montagens equatoriais motorizadas. Montagens Alt-Azi podem ser empregadas com exposições curtas (<10 s) por 20 minutos e empilhamento posterior.
- Câmeras: Câmeras CMOS/CCD com filtros LRGB, ou coloridas de alta sensibilidade, são ideais para captar detalhes e cores sutis.

Condições de observação
- Local: Céus de classe Bortle 4 ou melhores são fortemente recomendados. Mesmo em áreas periurbanas, o uso de filtros O III faz grande diferença no contraste.
- Época: No Hemisfério Sul, a observação da Nebulosa do Véu Ocidental é favorecida durante os meses de inverno, especialmente entre junho a agosto, quando a constelação de Cygnus atinge sua maior elevação nas primeiras horas da noite, próxima ao meridiano, permitindo melhores condições para registro e contemplação do objeto.
- Fase lunar: Lua nova ou crescente, pois a nebulosa é tênue e sensível à poluição luminosa natural.

Astrofotografia amadora
- Aquisição de dados: Realize 20 a 30 exposições de 2–5 min cada em montagem equatorial; em montagem Alt-Azi, use exposições de 10 segundos por cerca de 20 minutos, empilhando posteriormente.
- Calibração: Capture frames de dark, flat e bias para otimizar a qualidade final.
- Filtros de banda estreita: Filtros O III e Hα maximizam o contraste dos filamentos e minimizam os efeitos da poluição luminosa.
- Processamento: Use softwares de empilhamento e pós-processamento para alinhamento, remoção de ruídos e realce das cores, revelando toda a riqueza estrutural da NGC 6960.